# Snappy
Snappy é um software de implantação e um sistema de gerenciamento de pacotes originalmente projetado e construído pela Canonical para o sistema operacional Ubuntu Touch. Os pacotes, chamados de 'snaps' e a ferramenta para usá-los, 'snapd', funcionam por toda uma gama de distribuições Linux e, portanto, permitem implantação de software upstream de forma distro-agnostic. O sistema é projetado para funcionar em smartphones, nuvem, internet das coisas e ambiente de desktop.

## Funcionalidades
Pacotes de software "snap" são auto-contidos e o funcionam por toda uma gama de distribuições Linux. Essa é uma abordagem diferente do pacote Linux tradicional, como o APT ou o RPM, que exigem pacotes especificamente adaptados para cada distribuição de Linux. Isso adiciona atraso entre o desenvolvimento de aplicações e de sua implementação para os usuários finais.
Snaps não possuem dependências de nenhuma loja de aplicativos, podem ser obtidos a partir de qualquer fonte e pode ser utilizado para implantação de software upstream. Quando snaps são implantados no Ubuntu e em outras versões de Linux, a loja de aplicativos do Ubuntu é utilizada como padrão de back-end, mas outras lojas podem ser ativados.
Os desenvolvedores podem usar os snaps para criar ferramentas de linha de comando e serviços em segundo plano, bem como aplicações de desktop. Com o aplicativo snap, atualizações através de operação atômica ou por deltas são possíveis.
Em junho de 2016, snapd foi portado para uma ampla gama de distribuições Linux para permitir ser usado em qualquer distribuição Linux, e não apenas a todos os snap-Ubuntu Core. O snapd também está disponível ou em progresso para o Arch Linux, CentOS, Debian, Fedora, Gentoo Linux, o OpenWrt, openSUSE e o Red Hat Enterprise Linux. Cada distribuição é capaz de interpretar os metadados snap para implementar a segurança ou outras expectativas do snap de uma forma específica para a distribuição. 

### Snapcraft
Snapcraft é uma ferramenta para programadores para empacotar seus programas no formato Snap para Snappy.

### Formato snap
O formato snap é de um único sistema de arquivos comprimido que está montado dinamicamente pelo sistema operacional do host, juntamente com os metadados, o que é interpretado pelo sistema snap para montar uma sandbox segura ou container para essa aplicação. A extensão do formato de arquivo é .snap.

## Recepção e uso
Empacotamento Snappy foi implantado em internet das coisas, que vão desde produtos voltados para o consumidor até gerenciamento de dispositivo gateways para empresas. Snappy é incluído por padrão nas imagens de desktop do Ubuntu 16.04.